# محمد کاسبی
محمد کاسبی (زادهٔ ۴ خرداد ۱۳۳۰) بازیگر ایرانی است. او برای فیلم بدوک (۱۳۷۰) و دیوار (۱۳۸۶) نامزد دریافت جایزهٔ فیلم فجر شد و این جایزه را یک‌بار برای فیلم پدر (۱۳۷۴) دریافت کرده‌است.

## زندگی‌نامه
محمد کاسبی، ۴ خرداد ۱۳۳۰ در کوچه آبشار، خیابان ری، تهران متولد شد، دوران کودکی، نوجوانی و جوانی خود را در محله نازی‌آباد تهران گذراند و تحصیلات خود را در دبستان رازی، دبیرستان الهی، فاتح، و رستاخیز به اتمام رساند و مدرک دیپلم را در سال ۱۳۵۰ اخذ کرد.
کاسبی از سیزده سالگی در کاخ جنوبی جوانان در میدان راه‌آهن با گروه تئاتر فعالیت تئاتر تقریباً نیمه حرفه‌ای خود را آغاز کرد و از سال ۱۳۵۰ همکاری و بازیگری در اداره تئاتر تهران را شروع نمود.
او در کنکور سال ۱۳۵۰ شرکت کرد و در رشته پزشکی قبول شد اما به جهت علاقه به تحصیل تئاتر در دانشکده هنرهای زیبا، از پزشکی صرف نظر کرده و در سال ۱۳۵۱ به سربازی رفت.

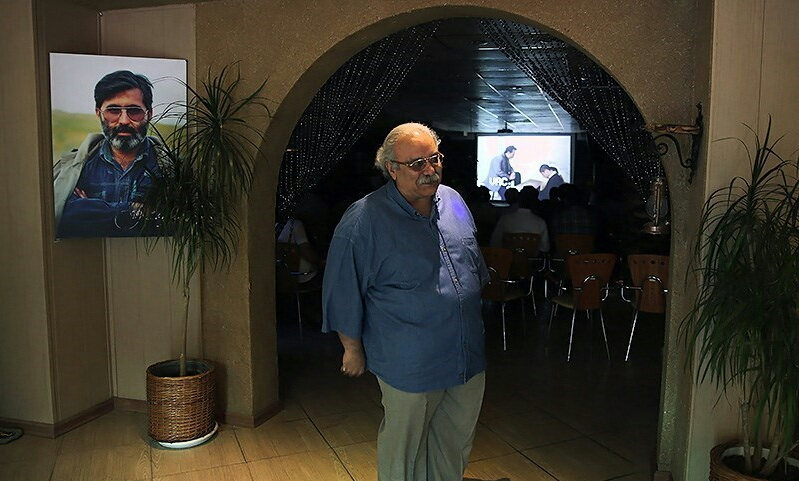

در سال ۱۳۵۳ پس از برگشتن از سربازی دوباره در کنکور شرکت کرد و در رشته بازیگری و کارگردانی سینما و تئاتر قبول شد و به دانشکده هنرهای دراماتیک راه یافت.
محمد کاسبی پیش از تحصیل و در حین آن در دانشکده دراماتیک به دوبلوری پرداخت.
او در دوران دانشکده نمایشنامه‌های زیادی از جمله «یک نمایش طولانی» به کارگردانی جعفر والی، نمایش «مدا» به کارگردانی منیژه معامدی، نمایش «مهتابی برای محرومین» به کارگردانی شهناز جابری زاده، نمایشنامه «مترسک‌ها در شب»، «کارول»، «مسافران»، «در مه بخوان»، «بهترین بابای دنیا»، «عنکبوت» و… را بازی کرد.
محمد کاسبی سال آخر دانشکده هنرهای دراماتیک بود که انقلاب به پیروزی رسید، با پیروزی انقلاب وی به مدت ۲ سال مسئول واحد نمایش رادیو بود و هم‌زمان گویندگی در رادیو را نیز انجام می‌داد.
بعد از انقلاب اولین نمایشنامه‌ای که به روی صحنه تئاتر رفت کار گروه دانشجویان دانشکده دراماتیک بود که محمد کاسبی نیز عضو این گروه بوده و در آن ایفای نقش کرده‌است، این نمایشنامه در فروردین ۱۳۵۸ در تئاتر شهر به روی صحنه تئاتر رفته و نام این تئاتر «نهضت حروفیه» به نویسندگی شهید حسین قشقایی و کارگردانی داوود دانشور بود.
محمد کاسبی در اوایل سال ۱۳۵۸ با چندی از دوستان حوزه اندیشه و هنر اسلامی را پایه‌گذاری کرد که بعدها نام این محل به «حوزه هنری» تغییر نمود، او همچنین مرکز هنرهای نمایشی وزارت ارشاد را نیز بنیانگذاری کرد.
از اواسط سال ۱۳۶۰ کار دوبله، مدیریت واحدِ نمایش رادیو و مسئولیت مرکز هنرهای نمایشی همه را رها کرد و تمام وقت و تمرکز خود را معطوف به حوزه هنری و آغاز فیلم‌سازی برای حوزه کرد، اولین کار در حوزه هنری فیلم توبه نصوح بود.
محمد کاسبی چندین نمایشنامه هم نوشته‌است که از جمله نمایشنامه‌های چاپ شده نمایشنامه «زالو» و «بایگانی» را می‌توان نام برد، نمایشنامه بایگانی علاوه بر اینکه به کارگردانی او به روی صحنه تئاتر شهر رفت در پنجمین جشنواره انتخاب بهترین کتاب دفاع مقدس لوح تقدیر این جشنواره را نیز به دست آورد.
او علاوه بر تمامی مسئولیت‌ها چندین فیلم‌نامه نوشته و کارگردانی کرده‌است مثل فیلمنامه «شنا در زمستان» که از جشنواره معلم لوح تقدیر را دریافت کرده‌است و هم چنین فیلم «شته‌ها» و «قاصد» و چندین فیلم‌نامه دیگر هم نوشته‌است که به تصویب وزارت ارشاد رسیده و این فیلمنامه‌ها در اختیار بنیاد سینمایی فارابی و اداره کل سینمای تجربی وزارت ارشاد قرار گرفته‌است، نام این فیلم نامه‌ها «راز سهراب» و فیلم نامه «خانه» می‌باشد. او تعدادی دیگر فیلم نامه نوشته‌است که هرگز آن‌ها را ارائه ننمود.
محمد کاسبی در کنار بازیگری در حوزه هنری به فعالیت‌های دیگری نیز مشغول بود.

## فیلم‌شناسی

### سینمایی
- رفقای خوب (۱۳۹۴)
- آسمان هشتم (۱۳۸۹)
- بدون اجازه (۱۳۸۹)
- نزدیکتر بیا (۱۳۸۸) در عنوان بندی نیامده
- نطفه شوم (۱۳۸۷)
- نفوذی (۱۳۸۷)
- دیوار (۱۳۸۶)
- نیما یوشیج (۱۳۸۵)
- عروسک فرنگی (۱۳۸۴)
- عزیزم من کوک نیستم (۱۳۸۰)
- مریم مقدس (۱۳۷۹)
- دنیای وارونه (۱۳۷۶)
- کمین (۱۳۷۵)
- براده‌های خورشید (۱۳۷۴)
- پدر (۱۳۷۴)
- دایره سرخ (۱۳۷۴)
- ماه و خورشید (۱۳۷۴)
- حمله به اچ۳ (۱۳۷۳)
- پناهنده (۱۳۷۲)
- همسفر (۱۳۷۲)
- بدوک (۱۳۷۰)
- بحران (۱۳۶۶)
- بایکوت (۱۳۶۴)
- زنگ‌ها (۱۳۶۴)
- استعاذه (۱۳۶۲)
- دو چشم بی‌سو (۱۳۶۲)
- توبه نصوح (۱۳۶۱)
- مرگ دیگری (۱۳۶۱)

### تلویزیونی
| سال       | عنوان مجموعه      | سمت               | کارگردان                                | توضیحات             |
| --------- | ----------------- | ----------------- | --------------------------------------- | ------------------- |
| ۱۳۹۹      | دادستان           | بازیگر            | مسعود ده نمکی                           | شبکه ۳              |
| ۱۳۹۷      | بچه مهندس ۱       | بازیگر            | علی غفاری                               | رمضان ۱۳۹۷ - شبکه ۲ |
| ۱۳۹۶      | سر دلبران         | بازیگر            | محمدحسین لطیفی                          | رمضان ۱۳۹۷ - شبکه ۱ |
| ۱۳۹۴      | همسفر خورشید      | بازیگر            | علی شاه‌حاتمی                            | شبکه ۱              |
| ۱۳۹۳      | حانیه             | بازیگر            | سیدجلال دهقانی اشکذری                   | شبکه ۲              |
| ۱۳۹۲      | خوب بد زشت        | بازیگر            | منوچهر هادی                             | نوروز ۱۳۹۳          |
| ۱۳۹۲      | تله‌فیلم یاور      | بازیگر            | علی شاه‌حاتمی                            |                     |
| ۱۳۹۰–۱۳۹۱ | فراموشی           | بازیگر            | سعید سلطانی                             | نوروز ۱۳۹۱          |
| ۱۳۸۹–۱۳۹۰ | سه دونگ، سه دونگ  | بازیگر            | شاهد احمدلو                             |                     |
| ۱۳۸۹      | خوش‌نشین‌ها         | بازیگر            | سعید آقاخانی                            |                     |
| ۱۳۸۸      | زن بابا           | بازیگر            | سعید آقاخانی                            | نوروز ۱۳۸۹          |
| ۱۳۸۸      | آخرین سرقت        | بازیگر            | محمدحسین حقیقی                          | شبکه                |
| ۱۳۸۸      | لطفا دور نزنیم    | بازیگر            | مهدی مظلومی                             | شبکه ۵              |
| ۱۳۸۷      | سه در چهار        | بازیگر            | مجید صالحی                              |                     |
| ۱۳۸۵      | صاحبدلان          | بازیگر            | محمدحسین لطیفی                          |                     |
| ۱۳۸۵      | تا صبح            | بازیگر            | مجید جوانمرد محمدعلی باشه‌آهنگر          |                     |
| ۱۳۸۴      | پای پیاده         | بازیگر            | اصغر توسلی                              | شبکه ۵              |
| ۱۳۸۴      | خوش‌غیرت           | بازیگر            | علی شاه‌حاتمی                            |                     |
| ۱۳۸۴      | روح مهربان        | بازیگر            | امیر قویدل                              |                     |
| ۱۳۸۲      | خوش‌رکاب           | بازیگر            | علی شاه‌حاتمی                            | شبکه۱               |
| ۱۳۸۲      | او مثبت           | بازیگر            | علی شاه‌حاتمی                            | نوروز ۱۳۸۳ - شبکه ۱ |
| ۱۳۸۲      | معما              | بازیگر            | محمدرضا آهنجحسین قاسمی جامیمسعود آب‌پرور | شبکه                |
| ۱۳۸۱      | زمانی برای خاکستر | بازیگر            | حمید بهمنی                              | شبکه                |
| ۱۳۷۸      | دلبر آهنی         | بازیگر            | مهدی صباغ‌زاده                           |                     |
| ۱۳۷۸      | گدایان            | بازیگر و کارگردان | محمد کاسبی                              |                     |
| ۱۳۶۷–۱۳۶۹ | رعنا              | بازیگر            | داوود میرباقری                          |                     |

### به عنوان کارگردان
| سال  | عنوان فیلم    | سمت              | کارگردان   | توضیحات    |
| ---- | ------------- | ---------------- | ---------- | ---------- |
| ۱۳۶۸ | شنا در زمستان | کارگردان/نویسنده | محمد کاسبی | --         |
| ۱۳۶۶ | قاصد          | کارگردان/نویسنده | محمد کاسبی | فیلم کوتاه |

## جوایز و افتخارات
- دریافت سیمرغ بلورین بهترین بازیگر نقش اول مرد برای فیلم پدر در جشنواره فیلم فجر ۱۳۷۴[۴]
- دریافت تندیس بهترین بازیگر سینمای قاره آسیا از کشور مالزی در سال ۱۹۹۷ برای فیلم پدر
- دریافت لوح تقدیر بهترین نمایشنامه از پنجمین جشنواره انتخاب بهترین کتاب دفاع مقدس برای نمایشنامه «بایگانی»
- دریافت لوح تقدیر بهترین فیلم نامه از جشنواره معلم برای فیلم نامه «شنا در زمستان»[۵]